# 洛斯科拉莱斯
洛斯科拉莱斯，是西班牙安达卢西亚自治区塞维利亚省的一个市镇。总面积67平方公里，总人口4124人（2001年），人口密度62人/平方公里。